# Deirdre Bair
Deirdre Bair, född 21 juni 1935 i Pittsburgh, Pennsylvania, död 17 april 2020 i New Haven, Connecticut, var en amerikansk författare och biograf.
Hon fick National Book Award för sin biografi om Samuel Beckett, som gavs ut 1978. Andra biografier är Simone de Beauvoir och Carl Gustav Jung. Hennes val av personer som hon har skrivit om är mångfaldigt. 1996 kom hennes biografi om Anaïs Nin, 2012 skrev om hon om den amerikanske konstnären Saul Steinberg och 2016 om Chicago-gangstern Al Capone. En bok med ett annorlunda tema är Calling It Quits, som handlar om par som skiljer sig i hög ålder. Flera av hennes böcker har översatts till svenska.
Hon har fått universitetsstipendier från bland annat John Simon Guggenheim Memorial Foundation, Rockefeller Foundation och Radcliffe Institute for Advanced Study (tidigare kallat the Bunting Institute). Hon är en litterär journalist som skriver om resor, feminism och kultur. Hon har också arbetat som lärare i jämförande litteratur.